# Episodi di Metropolitan Police (ottava stagione)
L'ottava stagione della serie televisiva Metropolitan Police è stata trasmessa in anteprima nel Regno Unito dalla Independent Television tra il 2 gennaio 1992 e il 31 dicembre 1992.
| nº  | Titolo originale              | Titolo italiano | Prima TV UK       | Prima TV Italia |
| --- | ----------------------------- | --------------- | ----------------- | --------------- |
| 1   | The Best Policy               |                 | 2 gennaio 1992    |                 |
| 2   | A Friend in Need              |                 | 7 gennaio 1992    |                 |
| 3   | Whose Side Are You On?        |                 | 9 gennaio 1992    |                 |
| 4   | Lip Service                   |                 | 14 gennaio 1992   |                 |
| 5   | Illegals                      |                 | 16 gennaio 1992   |                 |
| 6   | Fair Play                     |                 | 21 gennaio 1992   |                 |
| 7   | Dinosaur                      |                 | 23 gennaio 1992   |                 |
| 8   | Joyride                       |                 | 28 gennaio 1992   |                 |
| 9   | Not Waving                    |                 | 30 gennaio 1992   |                 |
| 10  | Mates                         |                 | 4 febbraio 1992   |                 |
| 11  | Lost Boy                      |                 | 6 febbraio 1992   |                 |
| 12  | Chicken                       |                 | 11 febbraio 1992  |                 |
| 13  | Somebody Special              |                 | 13 febbraio 1992  |                 |
| 14  | Previous Convictions          |                 | 18 febbraio 1992  |                 |
| 15  | Beggar My Neighbour           |                 | 20 febbraio 1992  |                 |
| 16  | It's a Small World            |                 | 25 febbraio 1992  |                 |
| 17  | Licence                       |                 | 27 febbraio 1992  |                 |
| 18  | Comeback                      |                 | 3 marzo 1992      |                 |
| 19  | Fireproof                     |                 | 5 marzo 1992      |                 |
| 20  | The Paddy Factor              |                 | 10 marzo 1992     |                 |
| 21  | The Wild Rover                |                 | 12 marzo 1992     |                 |
| 22  | Coincidence                   |                 | 17 marzo 1992     |                 |
| 23  | Going Soft                    |                 | 19 marzo 1992     |                 |
| 24  | Re-Hab                        |                 | 24 marzo 1992     |                 |
| 25  | Acting Detective              |                 | 26 marzo 1992     |                 |
| 26  | Stopover                      |                 | 31 marzo 1992     |                 |
| 27  | Suspects                      |                 | 2 aprile 1992     |                 |
| 28  | All the King's Horses         |                 | 7 aprile 1992     |                 |
| 29  | Party Politics                |                 | 9 aprile 1992     |                 |
| 30  | Trials and Tribulations       |                 | 14 aprile 1992    |                 |
| 31  | A Can of Worms                |                 | 16 aprile 1992    |                 |
| 32  | Timing                        |                 | 21 aprile 1992    |                 |
| 33  | A Nice Little Line in Plastic |                 | 23 aprile 1992    |                 |
| 34  | Trial and Error               |                 | 28 aprile 1992    |                 |
| 35  | Owning Up                     |                 | 30 aprile 1992    |                 |
| 36  | Up Behind                     |                 | 5 maggio 1992     |                 |
| 37  | Appearances                   |                 | 7 maggio 1992     |                 |
| 38  | Principled Negotiation        |                 | 12 maggio 1992    |                 |
| 39  | Sign of Our Times             |                 | 14 maggio 1992    |                 |
| 40  | Priorities                    |                 | 19 maggio 1992    |                 |
| 41  | Users                         |                 | 21 maggio 1992    |                 |
| 42  | Man of the People             |                 | 26 maggio 1992    |                 |
| 43  | Runaway                       |                 | 28 maggio 1992    |                 |
| 44  | Exposures                     |                 | 2 giugno 1992     |                 |
| 45  | Better the Devil              |                 | 4 giugno 1992     |                 |
| 46  | Prisoners                     |                 | 9 giugno 1992     |                 |
| 47  | World to Rights               |                 | 11 giugno 1992    |                 |
| 48  | Do the Right Thing            |                 | 16 giugno 1992    |                 |
| 49  | Hiding to Nothing             |                 | 18 giugno 1992    |                 |
| 50  | Punching Judy                 |                 | 22 giugno 1992    |                 |
| 51  | Vicious Circles               |                 | 25 giugno 1992    |                 |
| 52  | Up All Night                  |                 | 30 giugno 1992    |                 |
| 53  | Part of the Furniture         |                 | 2 luglio 1992     |                 |
| 54  | Snakes and Ladders            |                 | 7 luglio 1992     |                 |
| 55  | Street Cleaning               |                 | 9 luglio 1992     |                 |
| 56  | Hands Up                      |                 | 14 luglio 1992    |                 |
| 57  | A Scandalous Act              |                 | 16 luglio 1992    |                 |
| 58  | Raiders                       |                 | 21 luglio 1992    |                 |
| 59  | Talk Out                      |                 | 23 luglio 1992    |                 |
| 60  | True Confessions              |                 | 28 luglio 1992    |                 |
| 61  | Private Enterprise            |                 | 29 luglio 1992    |                 |
| 62  | Getting Through               |                 | 4 agosto 1992     |                 |
| 63  | Last Night of Freedom         |                 | 6 agosto 1992     |                 |
| 64  | Cutting Loose                 |                 | 11 agosto 1992    |                 |
| 65  | Soft Target                   |                 | 13 agosto 1992    |                 |
| 66  | I've Never Been to Harrogate  |                 | 18 agosto 1992    |                 |
| 67  | Human Resources               |                 | 20 agosto 1992    |                 |
| 68  | Exit                          |                 | 25 agosto 1992    |                 |
| 69  | Loyalties                     |                 | 27 agosto 1992    |                 |
| 70  | Snapshot                      |                 | 1º settembre 1992 |                 |
| 71  | Letting Go                    |                 | 3 settembre 1992  |                 |
| 72  | Travelling Light              |                 | 8 settembre 1992  |                 |
| 73  | Radio Waves                   |                 | 10 settembre 1992 |                 |
| 74  | A Blind Eye                   |                 | 15 settembre 1992 |                 |
| 75  | Sympathy for the Devil        |                 | 17 settembre 1992 |                 |
| 76  | Force Is Part of the Service  |                 | 22 settembre 1992 |                 |
| 77  | On the Record, Off the Record |                 | 24 settembre 1992 |                 |
| 78  | Stoning the Glasshouse        |                 | 29 settembre 1992 |                 |
| 79  | Tip-Off                       |                 | 1º ottobre 1992   |                 |
| 80  | Open to Offers                |                 | 6 ottobre 1992    |                 |
| 81  | Playing God                   |                 | 8 ottobre 1992    |                 |
| 82  | Crack of Doom                 |                 | 13 ottobre 1992   |                 |
| 83  | Spit and Polish               |                 | 15 ottobre 1992   |                 |
| 84  | Overdue                       |                 | 20 ottobre 1992   |                 |
| 85  | We Should Be Talking          |                 | 22 ottobre 1992   |                 |
| 86  | Reasonable Grounds            |                 | 27 ottobre 1992   |                 |
| 87  | Discipline                    |                 | 29 ottobre 1992   |                 |
| 88  | Minefield                     |                 | 3 novembre 1992   |                 |
| 89  | Gamers                        |                 | 5 novembre 1992   |                 |
| 90  | Occupational Hazard           |                 | 10 novembre 1992  |                 |
| 91  | Just Send Some Flowers        |                 | 12 novembre 1992  |                 |
| 92  | Waifs and Strays              |                 | 17 novembre 1992  |                 |
| 93  | Happy Families                |                 | 19 novembre 1992  |                 |
| 94  | Well Out of Order             |                 | 24 novembre 1992  |                 |
| 95  | Into the Mire                 |                 | 26 novembre 1992  |                 |
| 96  | Master of the House           |                 | 1º dicembre 1992  |                 |
| 97  | Fireworks                     |                 | 3 dicembre 1992   |                 |
| 98  | Cold Shoulder                 |                 | 8 dicembre 1992   |                 |
| 99  | Safety First                  |                 | 10 dicembre 1992  |                 |
| 100 | Counting the Cost             |                 | 15 dicembre 1992  |                 |
| 101 | Compassion                    |                 | 17 dicembre 1992  |                 |
| 102 | Finders Keepers               |                 | 22 dicembre 1992  |                 |
| 103 | Return Match                  |                 | 24 dicembre 1992  |                 |
| 104 | High Places                   |                 | 29 dicembre 1992  |                 |
| 105 | When Push Comes to Shove      |                 | 31 dicembre 1992  |                 |